# ويليام ويلسون (عسكري)
ويليام ويلسون (بالإنجليزية: William Wilson)‏ هو عسكري أمريكي، ولد في 1847 في فيلادلفيا في الولايات المتحدة، وتوفي في 22 ديسمبر 1895 في Presidio of San Francisco ‏ في الولايات المتحدة.